# The Coasters
The Coasters — видатний вокальний колектив з Лос-Анджелесу, пік популярності якого припав на другу половину 1950-х років; виконавці в стилі ду-воп. Від конкурентів на зразок The Platters і The Drifters цей гурт відрізняв гумористичний підхід до виступів і текстів пісень. У 1987 році The Coasters стали першим вокальним колективом, відзначеним включенням до Зали слави рок-н-ролу.
Назва гурту натякає на їхнє походження з західного узбережжя США. The Coasters утворилися в 1955 році з членів гурту The Robins, який веде відлік своєї історії з 1949 року. Першим синглом вийшла гумористична «пісня з сюжетом» Down in Mexico — прототип цілого ряду хітів у подібній оптимістичній тональності, яка передвіщає звучання Beach Boys та інших серф-рокерів 1960 років (пісня увійшла в саундтрек фільму Квентіна Тарантіно «Доказ смерті»).
Найвищого успіху The Coasters досягли після оновлення складу і переїзду в 1957 році в Нью-Йорк: написаний Лейбером і Стіллером сингл «Yakety Yak» досяг першого рядка в Billboard Hot 100, а шлягер з ризикованим текстом «Poison Ivy» породив безліч кавер-версій (цю пісню однією з перших записали The Rolling Stones). З початком британського вторгнення популярність The Coasters зійшла нанівець.
Пісні «Yakety Yak» і «Young Blood» у виконанні гурту The Coasters входять до складеного Залою слави рок-н-ролу списку 500 Songs That Shaped Rock and Roll.

## Дискографія

### Студійні альбоми
- The Coasters (1957)
- The Coasters’ Greatest Hits (1959)
- The Coasters One by One (1960)
- Coast Along with The Coasters (1962)
- That Is Rock & Roll (1965)
- Their Greatest Recordings: The Early Years (1971)
- The Coasters on Broadway (1972)
- 16 Greatest Hits (1975)
- Young Blood (1982)

### Хіт-сингли
| 03/1956 | «Down in Mexico» / «Turtle Dovin’»  | -  | -  | 8  |
| 09/1956 | «One Kiss Led to Another»           | 73 | -  | 11 |
| 05/1957 | «Young Blood» c/w                   | 8  |    | 1  |
| 05/1957 | «Searchin’»                         | 3  | 30 | 1  |
| 10/1957 | «Idol with the Golden Head»         | 64 | -  | -  |
| 05/1958 | «Yakety Yak»                        | 1  | 12 | 1  |
| 02/1959 | «Charlie Brown» / «Three Cool Cats» | 2  | 6  | 2  |
| 05/1959 | «Along Came Jones»                  | 9  | -  | 14 |
| 08/1959 | «Poison Ivy» / w                    | 7  | 15 | 1  |
| 08/1959 | «I'm a Hog for You»                 | 38 | -  | -  |
| 12/1959 | «Run Red Run»                       | 36 | -  | 29 |
| 12/1959 | «What About Us»                     | 47 | -  | 17 |
| 05/1960 | «Bésame Mucho»                      | 70 | -  | -  |
| 06/1960 | «Wake Me, Shake Me»                 | 51 | -  | 14 |
| 10/1960 | «Shoppin’ for Clothes»              | 83 | -  | -  |
| 02/1961 | «Wait a Minute»                     | 37 | -  | -  |
| 04/1961 | «Little Egypt (Ying-Yang)»          | 23 | -  | 16 |
| 08/1961 | «Girls Girls Girls (Part II)»       | 96 | -  | -  |
| 03/1964 | «T'ain't Nothin’ to Me»             | 64 | -  | 20 |
| 12/1971 | «Love Potion Number Nine»           | 76 | -  | -  |
| 08/1994 | «Sorry But I'm Gonna Have to Pass»  | -  | 41 | -  |

## Примітка
1. ↑  Experience The Music: One Hit Wonders and The Songs That Shaped Rock and Roll (англ.). The Rock and Roll Hall of Fame and Museum. Архів оригіналу за 24 червня 2016. Процитовано 14 травня 2016.